# Biathlon-Juniorenweltmeisterschaften 2009
Die Biathlon-Juniorenweltmeisterschaften 2009 (offiziell: IBU Youth/Junior World Championships Biathlon 2009) begannen am 28. Januar 2009 und endeten am 3. Februar 2009. Der Austragungsort war zum ersten Mal das kanadische Canmore.

## Medaillenspiegel
| Platz | Land                |   |   |   |    |
| ----- | ------------------- | - | - | - | -- |
| 01    | Deutschland         | 5 | 2 | 5 | 12 |
| 02    | Italien             | 3 | 0 | 1 | 4  |
| 03    | Russland            | 2 | 4 | 1 | 7  |
| 04    | Frankreich          | 2 | 2 | 1 | 5  |
| 05    | Volksrepublik China | 2 | 0 | 0 | 2  |
| 06    | Kanada              | 1 | 1 | 3 | 5  |
| 07    | Norwegen            | 1 | 1 | 2 | 4  |
| 08    | Tschechien          | 1 | 1 | 0 | 2  |
| 09    | Belarus             | 0 | 1 | 2 | 3  |
| 10    | Schweiz             | 0 | 1 | 1 | 2  |
| 11    | Finnland            | 0 | 1 | 0 | 1  |
| 11    | Vereinigte Staaten  | 0 | 1 | 0 | 1  |

Endstand nach 16 Wettbewerben

## Zeitplan
| Datum      | Männer  | Männer                        | Frauen  | Frauen                         |
| Datum      | Uhrzeit | Wettbewerb                    | Uhrzeit | Wettbewerb                     |
| ---------- | ------- | ----------------------------- | ------- | ------------------------------ |
| 28. Januar | 10:00   | Einzel Jugend (12,5 km)       |         |                                |
| 28. Januar | 13:30   | Einzel Junioren (15 km)       |         |                                |
| 29. Januar |         |                               | 10:00   | Einzel Jugend (10 km)          |
| 29. Januar |         |                               | 13:30   | Einzel Juniorinnen (12,5 km)   |
| 31. Januar | 8:50    | Sprint Junioren (10 km)       | 13:30   | Sprint Juniorinnen (7,5 km)    |
| 31. Januar | 11:05   | Sprint Jugend (7,5 km)        | 15:25   | Sprint Jugend (6 km)           |
| 1. Februar | 10:00   | Verfolgung Jugend (10 km)     | 13:30   | Verfolgung Jugend (7,5 km)     |
| 1. Februar | 11:00   | Verfolgung Junioren (12,5 km) | 14:30   | Verfolgung Juniorinnen (10 km) |
| 3. Februar | 11:00   | Staffel Junioren (4 × 7,5 km) | 14:00   | Staffel Juniorinnen (3 × 6 km) |
| 3. Februar | 11:00   | Staffel Jugend (3 × 7,5 km)   | 14:00   | Staffel Jugend (3 × 6 km)      |

## Ergebnisse

### Männliche Jugend
| Rang | Name                 |
| ---- | -------------------- |
| 1    | Kurtis Wenzel        |
| 2    | Erlend Bjøntegaard   |
| 3    | Mario Dolder         |
| 4    | Albert Herzog        |
| 5    | Witali Koslowski     |
| 6    | Iwan Pitschuschkin   |
| 7    | Florent Claude       |
| 8    | Tomas Kaukėnas       |
| 9    | Aljaksej Abromtschyk |
| 10   | Scott Gow            |

| Rang | Name                 |
| ---- | -------------------- |
| 1    | Erlend Bjøntegaard   |
| 2    | Ludwig Ehrhart       |
| 3    | Kurtis Wenzel        |
| 4    | Tomas Kaukėnas       |
| 5    | Mario Dolder         |
| 6    | Albert Herzog        |
| 7    | Mikko Repo           |
| 8    | Vlastimil Vávra      |
| 9    | Witali Koslowski     |
| 10   | Aljaksandr Mingaljau |

| Rang | Name                   |
| ---- | ---------------------- |
| 1    | Ludwig Ehrhart         |
| 2    | Antti Raatikainen      |
| 3    | Aljaksej Abromtschyk   |
| 4    | Nikolai Jakuschow      |
| 5    | Kurtis Wenzel          |
| 6    | Aljaksandr Mingaljau   |
| 7    | Henrik Forsberg Junior |
| 8    | Mikko Repo             |
| 9    | Iwan Pitschuschkin     |
| 10   | Scott Gow              |

| Rang | Name                                                                  |
| ---- | --------------------------------------------------------------------- |
| 1    | FrankreichFlorent Claude Clément Jacquelin Ludwig Ehrhart             |
| 2    | KanadaKurtis Wenzel Aaron Gillmor Scott Gow                           |
| 3    | RusslandIwan Pitschuschkin Nikolai Jakuschow Wladimir Burdinski       |
| 4    | BelarusAljaksandr Mingaljau Dsmitryj Sautschkau Aljaksej Abromtschyk  |
| 5    | FinnlandKalle Pira Antti Raatikainen Mikko Repo                       |
| 6    | LitauenTomas Kaukėnas Karol Dombrovski Rokas Suslavičius              |
| 7    | ÖsterreichBernhard Leitinger Albert Herzog Lorenz Wäger               |
| 8    | Vereinigte StaatenEthan Dreissigacker Raileigh Goessling Nick Michaud |

### Weibliche Jugend
| Rang | Name                 |
| ---- | -------------------- |
| 1    | Olga Galitsch        |
| 1    | Zhang Yan            |
| 3    | Audrey Vaillancourt  |
| 4    | Dorothea Wierer      |
| 5    | Marion Charles       |
| 6    | Addie Byrne          |
| 7    | Marie-Christin Kloss |
| 8    | Stephanie Schnydrig  |
| 9    | Grace Boutot         |
| 10   | Larissa Kusnezowa    |

| Rang | Name                 |
| ---- | -------------------- |
| 1    | Dorothea Wierer      |
| 2    | Marion Charles       |
| 3    | Marie-Christin Kloss |
| 4    | Zhang Yan            |
| 5    | Audrey Vaillancourt  |
| 6    | Yolaine Oddou        |
| 7    | Olga Galitsch        |
| 8    | Iryna Kryuko         |
| 9    | Larissa Kusnezowa    |
| 10   | Addie Byrne          |

| Rang | Name                |
| ---- | ------------------- |
| 1    | Zhang Yan           |
| 2    | Grace Boutot        |
| 3    | Yolaine Oddou       |
| 4    | Iryna Kryuko        |
| 5    | Olga Galitsch       |
| 6    | Stephanie Schnydrig |
| 7    | Dorothea Wierer     |
| 8    | Tiril Eckhoff       |
| 9    | Audrey Vaillancourt |
| 10   | Larissa Kusnezowa   |

| Rang | Name                                                      |
| ---- | --------------------------------------------------------- |
| 1    | RusslandOlga Galitsch Anna Pogorelowa Larissa Kusnezowa   |
| 2    | BelarusIryna Kryuko Nelja Nikalajewa Darja Neszertschyk   |
| 3    | ItalienDorothea Wierer Nicole Gontier Alexia Runggaldier  |
| 4    | UkraineLydia Schek Iryna Warwinez Julija Dschyma          |
| 5    | Vereinigte StaatenAddie Byrne Grace Boutot Hilary McNamee |
| 6    | KanadaRose-Marie Côté Yolaine Oddou Tatiana Chesham       |
| 7    | PolenMaria Bukowska Katarzyna Leja Monika Hojnisz         |
| 8    | Volksrepublik ChinaMa Wei Tang Jialin Zhang Yan           |
| 9    | SchwedenMarielle Molander Åsa Lif Ingela Andersson        |

### Junioren
| Rang | Name                   |
| ---- | ---------------------- |
| 1    | Lukas Hofer            |
| 2    | Benjamin Weger         |
| 3    | Tarjei Bø              |
| 4    | Florian Graf           |
| 5    | Benedikt Doll          |
| 6    | Simon Schempp          |
| 7    | Jean-Guillaume Béatrix |
| 8    | Wital Zwetau           |
| 9    | Uladsimir Aljanischka  |
| 10   | Pawel Magasejew        |

| Rang | Name                   |
| ---- | ---------------------- |
| 1    | Lukas Hofer            |
| 2    | Simon Schempp          |
| 3    | Tarjei Bø              |
| 4    | Benedikt Doll          |
| 5    | Serhij Semenow         |
| 6    | Fredrik Lindström      |
| 7    | Jean-Guillaume Béatrix |
| 8    | Florian Graf           |
| 9    | Benjamin Weger         |
| 10   | Uladsimir Aljanischka  |

| Rang | Name                   |
| ---- | ---------------------- |
| 1    | Manuel Müller          |
| 2    | Alexei Wolkow          |
| 3    | Erik Lesser            |
| 4    | Jean-Guillaume Béatrix |
| 5    | Simon Schempp          |
| 6    | Daniel Salvenmoser     |
| 7    | Serhij Semenow         |
| 8    | Ted Armgren            |
| 9    | Mathieu Souchal        |
| 10   | Eppu Väänänen          |

| Rang | Name                                                                              |
| ---- | --------------------------------------------------------------------------------- |
| 1    | DeutschlandErik Lesser Simon Schempp Benedikt Doll Florian Graf                   |
| 2    | RusslandJewgeni Petrow Timofei Lapschin Pawel Magasejew Alexei Wolkow             |
| 3    | BelarusSjarhej Ruzewitsch Uladsimir Tschapelin Wital Zwetau Uladsimir Aljanischka |
| 4    | UkraineAndrij Wosnjak Witalij Kiltschyzkyj Witali Koslowski Serhij Semenow        |
| 5    | FrankreichMathieu Souchal Rémi Borgeot Yann Guigonnet Jean-Guillaume Béatrix      |
| 6    | NorwegenLars Helge Birkeland Erlend Bjøntegaard Henrik Brovold Tarjei Bø          |
| 7    | ItalienDominik Windisch Lukas Hofer Mirco Doddi Rudy Zini                         |
| 8    | SchwedenHenrik Forsberg Junior Christofer Eriksson Ted Armgren Fredrik Lindström  |
| 9    | RumänienRoland Gerbacea Ștefan Gavrilă Adrian Cojenelu Remus Faur                 |
| 10   | ÖsterreichBenjamin Riedlsperger Michael Reiter Martin Huber David Komatz          |

### Juniorinnen
| Rang | Name                 |
| ---- | -------------------- |
| 1    | Nicole Wötzel        |
| 2    | Miriam Gössner       |
| 3    | Sophie Boilley       |
| 4    | Réka Ferencz         |
| 5    | Veronika Vítková     |
| 6    | Olga Wiluchina       |
| 7    | Maren Hammerschmidt  |
| 8    | Anastassija Kalina   |
| 9    | Xu Yinghui           |
| 10   | Anastassija Romanowa |

| Rang | Name                |
| ---- | ------------------- |
| 1    | Miriam Gössner      |
| 2    | Veronika Vítková    |
| 3    | Nicole Wötzel       |
| 4    | Olga Wiluchina      |
| 5    | Synnøve Solemdal    |
| 6    | Anastassija Kalina  |
| 7    | Sophie Boilley      |
| 8    | Xu Yinghui          |
| 9    | Lisa Voigt          |
| 10   | Maren Hammerschmidt |

| Rang | Name                 |
| ---- | -------------------- |
| 1    | Nicole Wötzel        |
| 2    | Anastassija Romanowa |
| 3    | Lisa Voigt           |
| 4    | Miriam Gössner       |
| 5    | Laure Bosc           |
| 6    | Marine Bolliet       |
| 7    | Veronika Vítková     |
| 8    | Gabriela Soukalová   |
| 9    | Synnøve Solemdal     |
| 10   | Elise Ringen         |

| Rang | Name                                                             |
| ---- | ---------------------------------------------------------------- |
| 1    | TschechienVeronika Vítková Veronika Zvařičová Gabriela Soukalová |
| 2    | RusslandAnastassija Romanowa Anastassija Kalina Olga Wiluchina   |
| 3    | DeutschlandLisa Voigt Miriam Gössner Nicole Wötzel               |
| 4    | FrankreichLaure Bosc Marine Dusser Sophie Boilley                |
| 5    | NorwegenTiril Eckhoff Marie Hov Synnøve Solemdal                 |
| 6    | BelarusKarina Sawossik Darja Jurkewitsch Marija Koslowskaja      |
| 7    | KanadaMegan Tandy Jessica Sedlock Rosanna Crawford               |
| 8    | KasachstanGalina Okolsdajewa Alina Raikowa Galina Goluschko      |
| 9    | RumänienLuminița Pișcoran Claudia Flangea Réka Ferencz           |
| 10   | Volksrepublik ChinaLi Yang Tan Xiaoxia Xu Yinghui                |